# زرين أباد (دشتابي الشرقي)
زرین أباد (بالفارسية: زرین‌آباد) هي قرية تقع في إيران في قسم دشتابي الشرقي الريفي. يقدر عدد سكانها بـ 57 نسمة .